# Molophilus tanypus
Molophilus tanypus là một loài ruồi trong họ Limoniidae. Chúng phân bố ở miền Australasia.